# Nazionale femminile di pallacanestro degli Stati Uniti d'America
La nazionale di pallacanestro femminile degli Stati Uniti d'America (United States women's national basketball team) rappresenta gli Stati Uniti d'America nelle competizioni internazionali di pallacanestro femminile organizzate dalla FIBA. È gestita dalla USA Basketball.
Nel 2023 la squadra che ha disputato i Giochi olimpici del 1976, piazzandosi al secondo posto, è stata inserita fra i membri del Naismith Memorial Basketball Hall of Fame.

## Piazzamenti

### Olimpiadi
- 1976 -  2°
- 1984 -  1°
- 1988 -  1°
- 1992 - 3°
- 1996 -  1°
- 2000 -  1°
- 2004 -  1°
- 2008 -  1°
- 2012 -  1°
- 2016 -  1°
- 2020 -  1°
- 2024 -  1°

### Campionati del mondo
- 1953 -  1°
- 1957 -  1°
- 1964 - 4°
- 1967 - 11°
- 1971 - 8°
- 1975 - 8°
- 1979 -  1°
- 1983 -  2°
- 1986 -  1°
- 1990 -  1°
- 1994 -  3°
- 1998 -  1°
- 2002 -  1°
- 2006 -  3°
- 2010 -  1°
- 2014 -  1°
- 2018 -  1°
- 2022 -  1°

### Campionati americani
- 1989 - 4º
- 1993 -  1º
- 1997 -  2º
- 2007 -  1º
- 2019 -  1º
- 2021 -  1º
- 2023 -  2º

### Giochi panamericani
- 1955 -  1º
- 1959 -  1º
- 1963 -  1º
- 1967 -  2º
- 1971 -  2º
- 1975 -  1º
- 1979 -  2º
- 1983 -  1º
- 1987 -  1º
- 1991 -  3º
- 1995 - Torneo annullato
- 1999 -  3º
- 2003 -  2º
- 2007 -  1º
- 2011 - 7º
- 2015 -  2º
- 2019 -  2º

## Formazioni

### Olimpiadi
Pallacanestro ai Giochi della XXI Olimpiade - Torneo femminile4 Brogdon, 5 Rojcewicz, 6 Meyers, 7 Harris, 8 Dunkle, 9 Lewis, 10 Lieberman, 11 Marquis, 12 Roberts, 13 O'Connor, 14 Head, 15 Simpson,        All. Billie Moore
Pallacanestro ai Giochi della XXIII Olimpiade - Torneo femminile4 Edwards, 5 Henry, 6 Woodard, 7 Donovan, 8 Boswell, 9 Miller, 10 Lawrence, 11 Noble, 12 Mulkey, 13 Curry, 14 McGee, 15 Menken-Schaudt,        All. Pat Summitt
Pallacanestro ai Giochi della XXIV Olimpiade - Torneo femminile4 Edwards, 5 Ethridge, 6 Brown, 7 Donovan, 8 Weatherspoon, 9 Gordon, 10 Bullett, 11 Lloyd, 12 McClain, 13 Gillom, 14 Cooper, 15 McConnell,        All. Kay Yow
Pallacanestro ai Giochi della XXV Olimpiade - Torneo femminile4 Edwards, 5 Charles, 6 Davis, 7 Weatherspoon, 8 Jackson, 9 Orr, 10 Bullett, 11 Jones, 12 McClain, 13 Dixon, 14 Cooper, 15 McConnell,        All. Theresa Grentz
Pallacanestro ai Giochi della XXVI Olimpiade - Torneo femminile4 Edwards, 5 Staley, 6 Bolton, 7 Swoopes, 8 Azzi, 9 Leslie, 10 McGhee, 11 Steding, 12 McClain, 13 Lobo, 14 Lacy, 15 McCray,        All. Tara VanDerveer
Pallacanestro ai Giochi della XXVII Olimpiade - Torneo femminile4 Edwards, 5 Staley, 6 Bolton, 7 Swoopes, 8 Milton-Jones, 9 Leslie, 10 Holdsclaw, 11 Wolters, 12 Williams, 13 Griffith, 14 Smith, 15 McCray,        All. Nell Fortner
Pallacanestro ai Giochi della XXVIII Olimpiade - Torneo femminile4 Johnson, 5 Staley, 6 Bird, 7 Swoopes, 8 Riley, 9 Leslie, 10 Catchings, 11 Thompson, 12 Taurasi, 13 Griffith, 14 Smith, 15 Cash,        All. Van Chancellor
Pallacanestro ai Giochi della XXIX Olimpiade - Torneo femminile4 Pondexter, 5 Augustus, 6 Bird, 7 Lawson, 8 Milton-Jones, 9 Leslie, 10 Catchings, 11 Thompson, 12 Taurasi, 13 Fowles, 14 Smith, 15 Parker,        All. Anne Donovan
Pallacanestro ai Giochi della XXX Olimpiade - Torneo femminile4 Whalen, 5 Augustus, 6 Bird, 7 Moore, 8 McCoughtry, 9 Jones, 10 Catchings, 11 Cash, 12 Taurasi, 13 Fowles, 14 Charles, 15 Parker,        All. Geno Auriemma
Pallacanestro ai Giochi della XXXI Olimpiade - Torneo femminile4 Whalen, 5 Augustus, 6 Bird, 7 Moore, 8 McCoughtry, 9 Stewart, 10 Catchings, 11 Delle Donne, 12 Taurasi, 13 Fowles, 14 Charles, 15 Griner,        All. Geno Auriemma
Pallacanestro ai Giochi della XXXII Olimpiade - Torneo femminile4 Loyd, 5 Diggins-Smith, 6 Bird, 7 Atkins, 8 Gray, 9 Wilson, 10 Stewart, 11 Collier, 12 Taurasi, 13 Fowles, 14 Charles, 15 Griner,        All. Dawn Staley
Pallacanestro ai Giochi della XXXIII Olimpiade - Torneo femminile4 Loyd, 5 Plum, 6 Ionescu, 7 Copper, 8 Gray, 9 Wilson, 10 Stewart, 11 Collier, 12 Taurasi, 13 Young, 14 Thomas, 15 Griner,        All. Cheryl Reeve

### Campionati del mondo
Campionato mondiale femminile di pallacanestro 19534 Nash, 5 Washington, 6 Bowden, 7 Thompson, 8 Clark, 9 Murphy, 11 Baldwin, 12 Sanders, 14 Loyd,        All. John Head
Campionato mondiale femminile di pallacanestro 19574 Barron, 5 Crawford, 6 Scoggins, 7 White, 8 Washington, 9 Keaton, 10 Davidson, 11 Tate, 12 Cox, 14 Alexander, 15 Rowland,  41 Sipes,      All. John Head
Campionato mondiale femminile di pallacanestro 19644 Phillips, 5 Cox, 6 McDermitt, 7 Ransom, 8 Hunt, 9 Bogard, 10 Peterson, 11 Neal, 12 Rogers, 13 Searles, 14 Wiginton, 15 Horky,        All. Harley Redin
Campionato mondiale femminile di pallacanestro 19674 Miller, 5 Benedetto, 6 Woodall, 7 Ham, 8 Horky, 9 Lindahl, 10 Loveday, 11 Matlock, 12 Rowland, 13 Sipes, 14 Aspedon, 15 Finley,        All. Alberta Cox
Campionato mondiale femminile di pallacanestro 19714 Rapp, 5 Dornak, 6 Bowser, 7 Mosher, 8 Washington, 9 Gamble, 10 Bollinger, 11 Ramsey, 12 Shieldknight, 13 Mindemann, 14 DeBerry, 15 Schneider,        All. Alberta Cox
Campionato mondiale femminile di pallacanestro 19754 Meyers, 5 Dunkle, 6 Lewis, 7 Harris, 8 Rojcewicz, 9 Bush, 10 Lieberman, 11 Easterling, 12 O'Connor, 13 Rapp, 14 Head, 15 Simpson,        All. Cathy Rush
Campionato mondiale femminile di pallacanestro 19794 Heiss, 5 Warlick, 6 Meyers, 7 Trombly, 8 Swaim, 9 Rankin, 10 Lieberman, 11 Brown, 12 Blazejowski, 13 Curry, 14 Walker, 15 Kirchner,        All. Pat Head
Campionato mondiale femminile di pallacanestro 19834 Hedges, 5 Cook, 6 Woodard, 7 Donovan, 8 Pollard, 9 Miller, 10 Lawrence, 11 Noble, 12 Mulkey, 13 Curry, 14 McGee, 15 Ingram,        All. Pat Summitt
Campionato mondiale femminile di pallacanestro 19864 Edwards, 5 Ethridge, 6 Brown, 7 Donovan, 8 Weatherspoon, 9 Miller, 10 Harris, 11 Davis, 12 McClain, 13 Gillom, 14 Cooper, 15 McConnell,        All. Kay Yow
Campionato mondiale femminile di pallacanestro 19904 Edwards, 5 Hall, 6 Woodard, 7 Jackson, 8 Azzi, 9 Orr, 10 Bullett, 11 Henning, 12 McClain, 13 Dixon, 14 Cooper, 15 Jones,        All. Theresa Grentz
Campionato mondiale femminile di pallacanestro 19944 Edwards, 5 Staley, 6 Bolton, 7 Swoopes, 8 Azzi, 9 Leslie, 10 McGhee, 11 Lloyd, 12 McClain, 13 Wolters, 14 Head, 15 Charles,        All. Tara VanDerveer
Campionato mondiale femminile di pallacanestro 19984 Williams, 5 Staley, 6 Bolton, 7 McWilliams, 8 Azzi, 9 Leslie, 10 Holdsclaw, 11 Milton-Jones, 12 Campbell, 13 Wolters, 14 Smith, 15 McCray,        All. Nell Fortner
Campionato mondiale femminile di pallacanestro 20024 Johnson, 5 Staley, 6 Bird, 7 Swoopes, 8 Milton-Jones, 9 Leslie, 10 Catchings, 11 Dixon, 12 Williams, 13 Gillom, 14 Smith, 15 Phillips,        All. Van Chancellor
Campionato mondiale femminile di pallacanestro 20064 Beard, 5 Augustus, 6 Bird, 7 Swoopes, 8 Milton-Jones, 9 Ford, 10 Catchings, 11 Thompson, 12 Taurasi, 13 Snow, 14 Smith, 15 Parker,        All. Anne Donovan
Campionato mondiale femminile di pallacanestro 20104 Whalen, 5 Jones, 6 Bird, 7 Dupree, 8 McCoughtry, 9 Appel, 10 Catchings, 11 Cash, 12 Taurasi, 13 Fowles, 14 Moore, 15 Charles,        All. Geno Auriemma
Campionato mondiale femminile di pallacanestro 20144 Whalen, 5 Augustus, 6 Bird, 7 Moore, 8 McCoughtry, 9 Sims, 10 Stewart, 11 Dupree, 12 Taurasi, 13 Ogwumike, 14 Charles, 15 Griner,        All. Geno Auriemma
Campionato mondiale femminile di pallacanestro 20184 Loyd, 5 Plum, 6 Bird, 7 Clarendon, 8 Tuck, 9 Wilson, 10 Stewart, 11 Delle Donne, 12 Taurasi, 13 Ogwumike, 14 Charles, 15 Griner,        All. Dawn Staley
Campionato mondiale femminile di pallacanestro 20224 Loyd, 5 Plum, 6 Ionescu, 7 Atkins, 8 Gray, 9 Wilson, 10 Stewart, 11 Copper, 12 Thomas, 13 Austin, 14 Laney, 15 Jones,        All. Cheryl Reeve

### Campionati americani
Campionato americano femminile di pallacanestro 1989Azzi, Bullett, Campbell, Charles, Dixon, Hall, Jordan, Lacy, Lieberman, Price, Stinson, Toler, All. C. Vivian Stringer
Campionato americano femminile di pallacanestro 1993Azzi, Berry, Bolton, Burge, Godby, Goodenbour, Head, Leslie, McCray, McGhee, Staley, Steding, All. Tara VanDerveer
Campionato americano femminile di pallacanestro 19974 Edwards, 5 Morgan, 6 Campbell, 7 Hodges, 8 Marciniak, 9 K. Smith, 10 Holdsclaw, 11 Sam, 12 McWilliams, 13 Gaither, 14 R. Smith, 15 Crawley,        All. Nell Fortner
Campionato americano femminile di pallacanestro 20074 Pondexter, 5 Augustus, 6 Bird, 7 Cash, 8 Milton-Jones, 9 Lawson, 10 Paris, 11 Thompson, 12 Taurasi, 13 Brunson, 14 Smith, 15 Parker,        All. Anne Donovan
Campionato americano femminile di pallacanestro 201913 Fowles, 14 Charles, 20 Sykes, 21 Canada, 22 DeShields, 24 Collier, 30 Williams, 31 Dolson, 33 Samuelson, 34 Ogunbowale, 41 Sessions, 42 Nelson-Ododa,        All. Dawn Staley
Campionato americano femminile di pallacanestro 20214 Henderson, 5 Owusu, 6 Burton, 7 Brown-Turner, 8 Berger, 10 Jones, 11 Hillmon, 12 Miller, 13 Howard, 14 Boston, 15 Prince, 16 Cunane,        All. Dawn Staley
Campionato americano femminile di pallacanestro 20234 Johnson, 5 Spear, 6 Phelia, 7 Jackson, 8 Gray, 9 Kelly, 10 Reese, 11 Osborne, 12 Hsu, 13 Marshall, 14 Barker, 15 Betts,        All. Kamie Ethridge

### Giochi panamericani
Pallacanestro femminile ai II Giochi panamericani3 Futch, 4 Sipes, 5 White, 6 Smithson, 7 Greer, 8 Kline, 9 Ruby Cannon, 10 Ruth Cannon, 11 Wilson, 12 Odom, 13 Alexander, 14 Jordan,        All. Caddo Matthews
Pallacanestro femminile ai III Giochi panamericani3 Crawford, 4 Nicholson, 5 Horky, 6 Davidson, 7 Kite, 8 Lowry, 9 Miller, 10 Neal, 11 Stewart, 12 Scoggin, 13 Searles, 14 Washington, 15 Ivey,        All. Harley Redin
Pallacanestro femminile ai IV Giochi panamericaniBarding, Coble, Crawford, Fiete, Horky, Masten, Nerren, Rogers, Schwarz, Scott, Switzer, Williams, All. John Head
Pallacanestro femminile ai V Giochi panamericaniAspedon, Benedetto, DeBerry, Finley, Gaule, Ham, Matlock, Miller, Rutt, Sipes, Smith, Woodall, All. Alberta Cox
Pallacanestro femminile ai VI Giochi panamericaniBeach, Bollinger, Britton, Dornak, Gamble, Palmer, Rapp, Shaw, Shieldknight, Stuflick, Van Cleave, Williams, All. Harley Redin
Pallacanestro femminile ai VII Giochi panamericani4 Bush, 5 Dunkle, 6 Easterling, 7 Harris, 8 Head, 9 Lewis, 10 Lieberman, 11 Meyers, 12 O'Connor, 13 Rapp, 14 Rojcewicz, 15 Simpson,        All. Cathy Rush
Pallacanestro femminile agli VIII Giochi panamericaniBlazejowski, Brown, Curry, Heiss, Kirchner, Lieberman, Meyers, Rankin, Swaim, Trombly, Walker, Warlick, All. Pat Head
Pallacanestro femminile ai IX Giochi panamericani4 Hedges, 5 Cook, 6 Woodard, 7 Donovan, 8 Pollard, 9 Miller, 10 Lawrence, 11 Noble, 12 Mulkey, 13 Curry, 14 McGee, 15 Ingram,        All. Fran Garmon
Pallacanestro femminile ai X Giochi panamericani4 Edwards, 5 Ethridge, 6 Scott, 7 Donovan, 8 Harris, 9 Davis, 10 Brown, 11 Lloyd, 12 McClain, 13 Gillom, 14 Cooper, 15 Wicks,        All. Jody Conradt
Pallacanestro femminile agli XI Giochi panamericani4 T. Edwards, 5 Henning, 6 Woodard, 7 M. Edwards, 8 Azzi, 9 Gordon, 10 Stinson, 11 Lloyd, 12 McClain, 13 Dixon, 14 Street, 15 Lacy,        All. C. Vivian Stringer
Pallacanestro femminile ai XIII Giochi panamericani4 Umoh, 5 Webb, 6 Morgan, 7 Marciniak, 8 Pride, 9 Brown, 10 Wynne, 11 McCulley, 12 Gaither, 13 Walker, 14 Herrig, 15 Crawley,        All. Nell Fortner
Pallacanestro femminile ai XIV Giochi panamericani4 Carey, 5 Moore, 6 Hodges, 7 Strother, 8 Turner, 9 Tillis, 10 Koehn, 11 McCarville, 12 Powell, 13 Benningfield, 14 Brunson, 15 Taylor,        All. Debbie Ryan
Pallacanestro femminile ai XV Giochi panamericani4 Fox, 5 Wiggins, 6 Ajavon, 7 Thomas, 8 Coleman, 9 Hornbuckle, 10 McCoughtry, 11 Anosike, 12 Houston, 13 Appel, 14 Humphrey, 15 Larkins,        All. Dawn Staley
Pallacanestro femminile ai XVI Giochi panamericani4 James, 5 McFarland, 6 Johnson, 7 Flores, 8 Stewart, 9 Luper, 10 Kastanek, 11 Sykes, 12 Redmon, 13 Standish, 14 Evans, 15 Warley,        All. Adele Barry
Pallacanestro femminile ai XVII Giochi panamericani4 Jefferson, 5 Mitchell, 6 Harper, 7 Plum, 8 Coyer, 9 Walker-Kimbrough, 10 Stewart, 11 Williams, 12 Mavunga, 13 Reimer, 14 Brunner, 15 Coates,        All. Lisa Bluder
Pallacanestro femminile ai XVIII Giochi panamericani4 K. Williams, 5 Mikesell, 6 Harris, 7 Doyle, 8 Carter, 9 Pivec, 10 Pulliam, 11 P. Williams, 12 Mompremier, 13 Brewer, 14 Alarie, 15 Onyenwere,        All. Suzy Merchant